# Cecil Fielder
Cecil Fielder (Los Angeles, 21 de setembro de 1963) é um ex-jogador profissional de beisebol norte-americano.

## Carreira
Cecil Fielder foi campeão da World Series 1998 jogando pelo New York Yankees. Na série de partidas decisiva, sua equipe venceu o Atlanta Braves por 4 jogos a 2.